# Proisy
Proisy és un municipi francès situat al departament de l'Aisne i a la regió dels Alts de França. L'any 2007 tenia 309 habitants.

## Demografia

### Població
El 2007 la població de fet de Proisy era de 309 persones. Hi havia 112 famílies de les quals 28 eren unipersonals (8 homes vivint sols i 20 dones vivint soles), 32 parelles sense fills, 36 parelles amb fills i 16 famílies monoparentals amb fills.
La població ha evolucionat segons el següent gràfic:
Habitants censats

### Habitatges
El 2007 hi havia 153 habitatges, 124 eren l'habitatge principal de la família, 18 eren segones residències i 11 estaven desocupats. Tots els 151 habitatges eren cases. Dels 124 habitatges principals, 109 estaven ocupats pels seus propietaris, 13 estaven llogats i ocupats pels llogaters i 2 estaven cedits a títol gratuït; 5 tenien dues cambres, 25 en tenien tres, 32 en tenien quatre i 62 en tenien cinc o més. 88 habitatges disposaven pel capbaix d'una plaça de pàrquing. A 58 habitatges hi havia un automòbil i a 48 n'hi havia dos o més.

### Piràmide de població
La piràmide de població per edats i sexe el 2009 era:
| Homes | Edats   | Dones |
| ----- | ------- | ----- |
| 0     | 95 o +  | 0     |
| 0     | 90 a 94 | 0     |
| 0     | 85 a 89 | 8     |
| 0     | 80 a 84 | 4     |
| 4     | 75 a 79 | 0     |
| 0     | 70 a 74 | 8     |
| 4     | 65 a 69 | 8     |
| 16    | 60 a 64 | 16    |
| 4     | 55 a 59 | 16    |
| 20    | 50 a 54 | 8     |
| 8     | 45 a 49 | 12    |
| 4     | 40 a 44 | 12    |
| 20    | 35 a 39 | 8     |
| 8     | 30 a 34 | 8     |
| 12    | 25 a 29 | 8     |
| 0     | 20 a 24 | 0     |
| 12    | 15 a 19 | 20    |
| 12    | 10 a 14 | 16    |
| 8     | 5 a 9   | 8     |
| 4     | 0 a 4   | 8     |

## Economia
El 2007 la població en edat de treballar era de 202 persones, 120 eren actives i 82 eren inactives. De les 120 persones actives 103 estaven ocupades (55 homes i 48 dones) i 17 estaven aturades (12 homes i 5 dones). De les 82 persones inactives 25 estaven jubilades, 14 estaven estudiant i 43 estaven classificades com a «altres inactius».

### Ingressos
El 2009 a Proisy hi havia 128 unitats fiscals que integraven 309 persones, la mediana anual d'ingressos fiscals per persona era de 16.701 €.

### Activitats econòmiques
Dels 9 establiments que hi havia el 2007, 1 era d'una empresa alimentària, 3 d'empreses de construcció, 2 d'empreses de transport, 1 d'una empresa d'hostatgeria i restauració i 2 d'empreses de serveis.
Dels 4 establiments de servei als particulars que hi havia el 2009, 1 era una oficina de correu i 3 paletes.
L'únic establiment comercial que hi havia el 2009 era una fleca.
L'any 2000 a Proisy hi havia 6 explotacions agrícoles.

## Poblacions més properes
El següent diagrama mostra les poblacions més properes.